# Königlich Bayerisches 23. Infanterie-Regiment „König Ferdinand der Bulgaren“
Das 23. Infanterie-Regiment „König Ferdinand der Bulgaren“ war ein Infanterieverband der Bayerischen Armee.

## Geschichte

### Aufstellung und Entwicklung

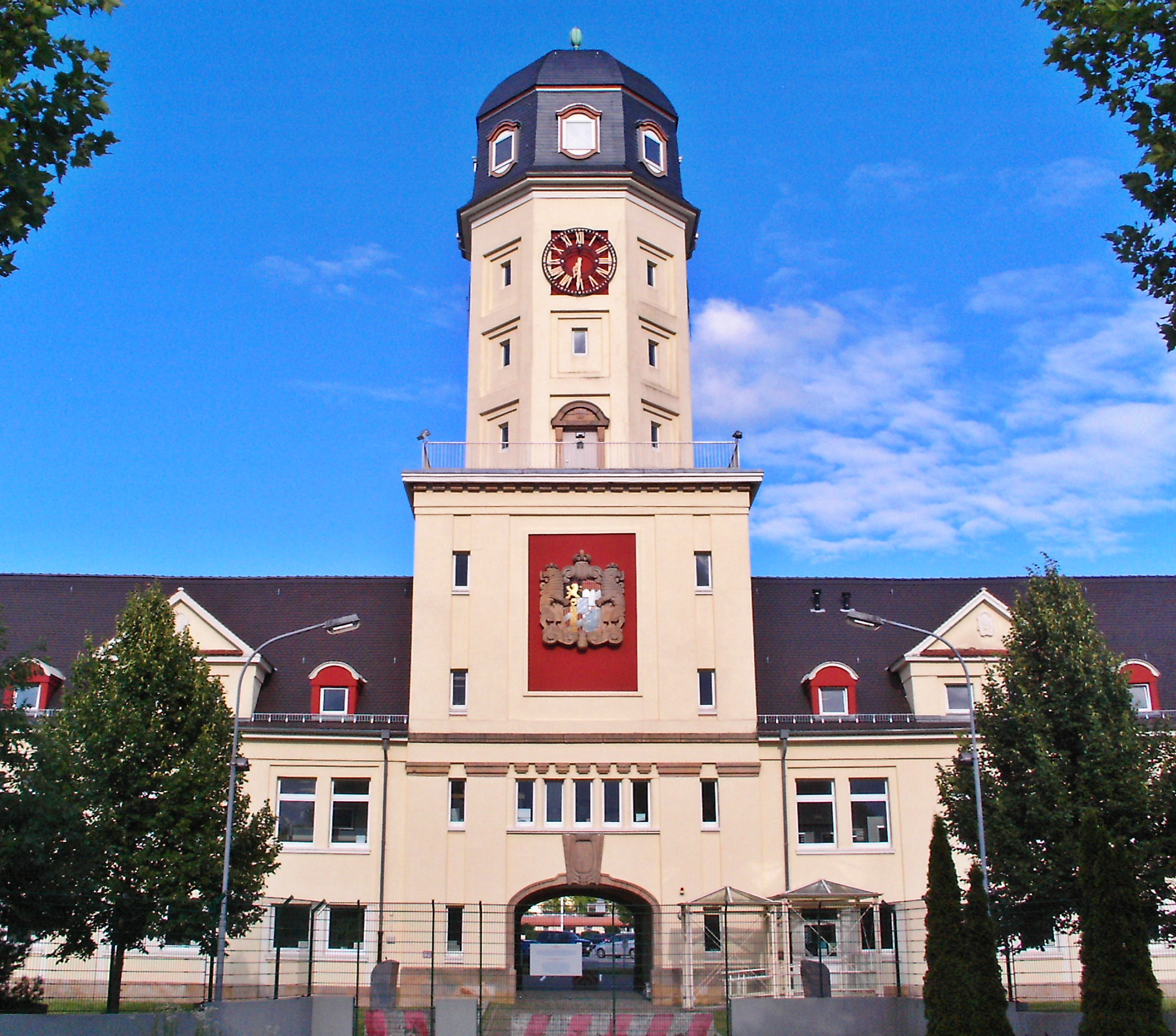
Torhaus, Turm und Hauptportal der „23er Kaserne“ (heute „Kleber-Kaserne“) in Kaiserslautern. Architekt: Rudolf Ritter von Perignon

Der Verband wurde am 1. April 1897 aus den IV. (Halb)Bataillonen des 4., 8., 17. und 18. Infanterie-Regiments in Landau in der Pfalz (Stab, I. Bataillon) und Saargemünd (II. Bataillon) aufgestellt. Zusammen mit dem 22. Infanterie-Regiment bildete es die 5. Infanterie-Brigade, die der 3. Division des II. Armee-Korps unterstellt war.
Erster Kommandeur war Joseph Pfeffer, der das Kommando am 24. August 1898 an Hermann Gemmingen Freiherr von Massenbach übergab. An der China-Expedition (1900) und der Niederschlagung des Herero-Aufstandes (1905) in Deutsch-Südwestafrika nahmen Angehörige des Regiments als Freiwillige teil. Im Jahr 1911 nahm das Regiment die MG-Kompanie des 18. Infanterie-Regiments auf. 1913 wurde das III. Bataillon, zuvor das III. Bataillon des 21. Infanterie-Regiments, im Lager Lechfeld aufgestellt und das II. Bataillon bezog Germersheim als neue Garnison. Am 22. Oktober 1913 wurde Oberst Rudolf Dänner zum Regimentskommandeur ernannt. Im Jahr 1914 erfolgte die Aufstellung eines Ersatz-Bataillons in Kaiserslautern. Stationiert war dieses in der 1913, im neubarocken Stil erbauten, sogenannten „23er Kaserne“. Bis heute wird diese Kaserne, die nunmehr „Kleber-Kaserne“ heißt, von der US-Armee genutzt.

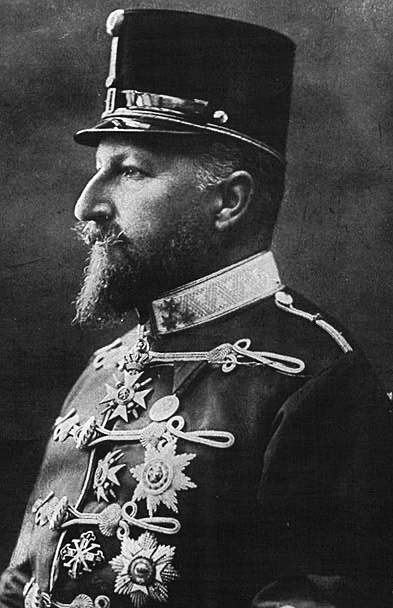
Der Regimentsinhaber Ferdinand I. von Bulgarien, 1915

Erster und einziger Regimentsinhaber wurde am 15. Juni 1917 der bulgarische König Ferdinand I., dessen Namen der Verband ab diesem Zeitpunkt als Zusatz führte.

### Erster Weltkrieg

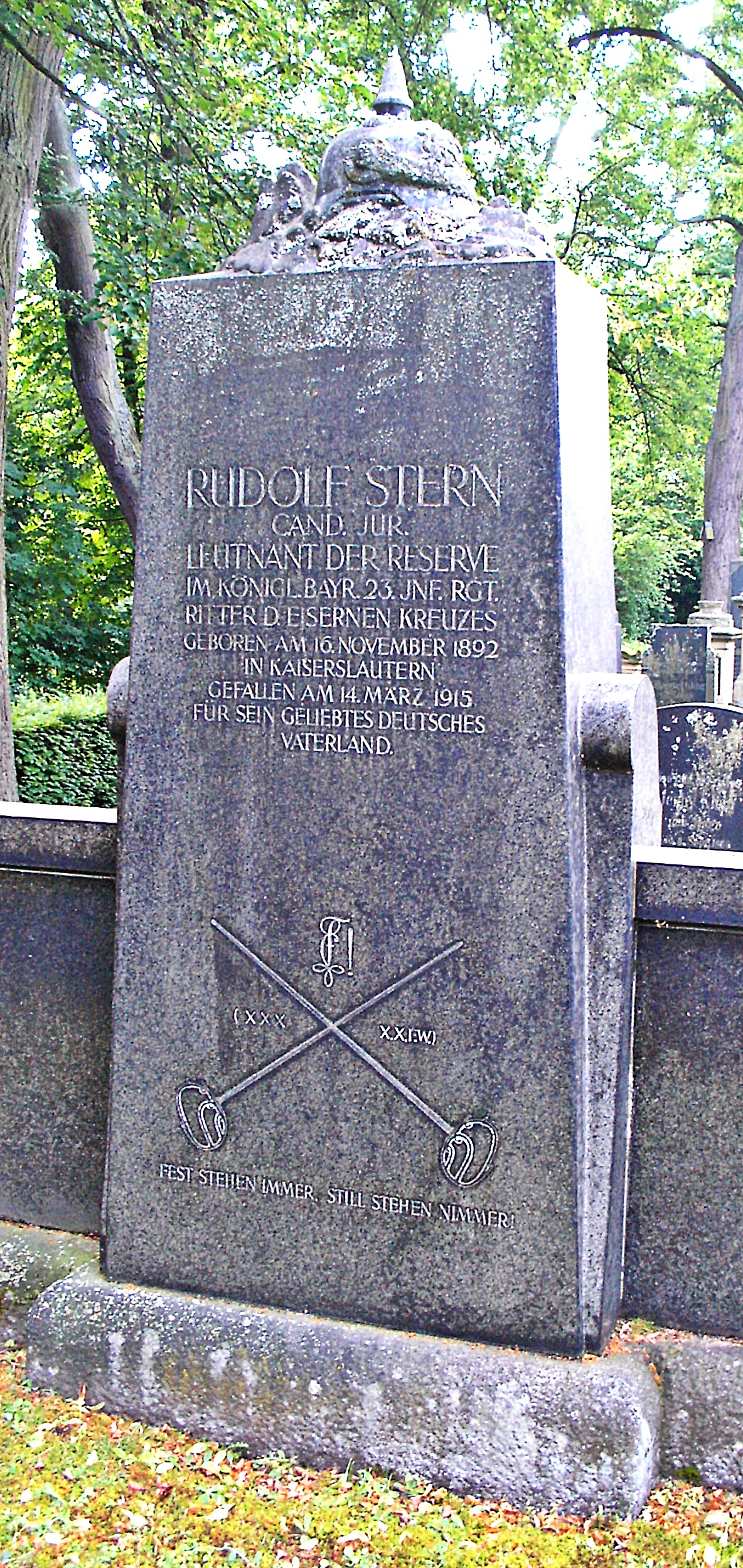
Grabstein eines 1915, am Lehmhügel bei St. Eloi, gefallenen Offiziers und Regimentsangehörigen jüdischen Glaubens; Jüdischer Friedhof (Kaiserslautern)

#### 1914
Zu Beginn des Ersten Weltkriegs trat das Regiment am 2. August 1914, als Teil der 6. Armee, in Gefechtsstärke von 70 Offizieren und 3.200 Unteroffiziere und Mannschaften sowie 230 Pferden an und verblieb an der Westfront bis zum Waffenstillstand am 11. November 1918. Am 19. August 1914 gelang es dem II. Bataillon bei Liedersingen, in den Rücken der französischen Kräfte vorzustoßen. 400 Franzosen konnten gefangen genommen werden. Am 20. August 1914 musste das I. Bataillon bei Mörchingen Verluste durch ein französisches MG, das mit einer Rotkreuzflagge getarnt war, hinnehmen. Am 22. August 1914 erreichte es noch Maixe, blieb aber vor Franconville und Fraimbois im Feuer des französischen Gegenangriffs liegen. Am 25. August 1914 erbeutete die 12. Kompanie eine französische Fahne, am selben Tag verlor die Regiments-Musik in Remenoville alle ihre Instrumente. Während der Schlacht an der Somme bei Péronne Ende September 1914 wurde es von dort nach Herbécourt befohlen, um westlich davon die linke Flanke der 3. Infanterie-Division zu decken. Anschließend war es für drei Wochen bei Maricourt eingesetzt. Am 30. Oktober 1914 stand das Regiment bei Comines bereit, um auf Ypern vorzustoßen. Am 30. abends erreichte es Hollebeke bei einem Geländegewinn von ca. 6 km. Bis zum 10. November 1914 blieb es wegen des zunehmenden Widerstands der Engländer und Franzosen sowie wegen Munitionsmangels 2 km vor der Ortschaft St. Eloi liegen.

#### 1915
Am 14. März 1915 gelang es dem Regiment, den sogenannten Lehmhügel bei St. Eloi in Besitz zu nehmen. Am 23. April 1915 übernahm Oberstleutnant Ludwig Friedmann die Führung des Regiments. Im Juni/Juli 1915 folgte der Einsatz auf der Vimy-Höhe. Mitte Oktober 1915 übernahm das Regiment das Hohenzollern-Werk, wo es allein am 15. Oktober 280 Tote zu beklagen hatte. Das Hohenzollern-Werk war im Schwerpunkt eines aufreibenden Minenkriegs, wo das Regiment monatelang ununterbrochen im Kampf stand.

#### 1916
Am 26. August 1916 traf das Regiment westlich Martinpuich ein und ging dort in Stellung. Am 3. September 1916 trat das Regiment nach heftigstem feindlichen Trommelfeuer und Minensprengungen zum Gegenangriff auf eingebrochene Engländer im Foureauxwald an und konnte die Ausgangslage wiederherstellen. Nach Verlust des Waldes trat es am 8. September 1916 nochmals mit ähnlichem Ergebnis an. Am 15. September 1916 griffen die Engländer mit Tanks unterstützt auf einer Breite von 5 km an und warfen das Regiment aus seinen Stellungen. Das I. Bataillon wurde schon am selben Tag wegen zu großer Verluste herausgenommen. Am nächsten Tag war das Regiment zerschlagen. Im Winter 1916/17 befand sich das Regiment bei Armentières.

#### 1917
Am 10. April 1917 wurde es vor Monchy le Preux geworfen, hielt drei von den Engländern vorgetragenen Angriffen unter schweren Verlusten stand und nahm dazu noch 350 Engländer gefangen. Englische Pioniere unterminierten die Stellungen des vorne eingesetzten I. Bataillons und löschten mit Sprengung am 7. Juni 1917 die 1., 2. und 3. Kompanie des Regiments aus. Nach den feindlichen Angriffen wurde der Rest des zerschlagenen Regiments zur Auffrischung nach Französisch-Lothringen verlegt. Trotzdem stand es ab 16. Juli 1917 dort, später bei Chemin des Dames, bis November wieder im Kampf. Über den Jahreswechsel 1917/18 konnte sich das Regiment in Sons und Chatillon erholen.

#### 1918
Ab Anfang Februar 1918 war der Verband zwischen Aisne und Ailette in Aufstellung. Am 23. März 1918 war das Regiment bei La Fère als Reserve eingesetzt und löste am 30. März 1918 bei Lassigny und Thiescourt Teile der erschöpften 1. Infanterie-Division ab. Am 31. März richtete sich das Regiment dort zur Verteidigung ein. Am 15. April 1918 löste Major Karl Clingenstein Oberstleutnant Friedmann ab und blieb Kommandeur des Regiments bis Kriegsende. Im Zuge der Kämpfe bei Noyon war es beim Angriff über die Matz beteiligt (8. bis 12. Juni 1918), wo es noch Wochen nachher südlich der Matz im ständigen Kampf gegen die neu herangeworfenen französischen Truppen stand. Das Regiment wurde am 13. August 1918 mit voller Wucht von den französischen Angriffsverbänden getroffen. Am 20. August 1918 gelangten die Reste des Regiments hinhaltend kämpfend nach Belval, tags darauf setzte man sich befehlsgemäß bis vor Noyon ab. Ab 29. August 1918 stand das abgekämpfte Regiment verzweifelt bei Chauny und ab 18. September 1918 bei Mörchingen, wo es schon 1914 schlechte Erfahrungen machte, im Gefecht. Von 27. September bis 11. November 1918 deckte es gegen amerikanische Kräfte bei Étain nahe Verdun unter Verlusten den Rückzug.
Vom Regiment ließen sich genaue Angaben zu Verlusten, Ersatz und Auszeichnungen nicht mehr ermitteln. Es hatte mehr als 5.000 Tote zu beklagen und lag damit an der Spitze aller Regimenter der Bayerischen Armee.

### Verbleib
Nach dem Waffenstillstand von Compiègne erreichten die Reste des Regiments Anfang Dezember 1918 über Worms in den Raum Würzburg. Ab 15. Dezember 1918 wurde das Regiment in Neustadt an der Saale demobilisiert und schließlich aufgelöst. Aus Teilen des Regiments wurde am 11. April 1919 mit der Aufstellung eines Freiwilligen-Bataillons begonnen, das zum Freiwilligen-Detachement „Probstmayr“ übertrat und im Juni 1919 im II. Bataillon des Reichswehr-Infanterie-Regiments 45 aufging.
Die Tradition übernahm in der Reichswehr durch Erlass des Chefs der Heeresleitung General der Infanterie Hans von Seeckt vom 24. August 1921 die 3. und 4. Kompanie des 20. (Bayerischen) Infanterie-Regiments in Regensburg. In der Wehrmacht setzte das Infanterieregiment 118 in Kaiserslautern die Tradition fort.

## Kommandeure
| Dienstgrad     | Name                             | Datum                                 |
| -------------- | -------------------------------- | ------------------------------------- |
| Oberstleutnant | Joseph Pfeffer                   | 01. April 1897 bis 23. August 1898    |
| Oberst         | Hermann Gemmingen von Massenbach | 24. August 1898 bis 7. Juni 1902      |
| Oberst         | Georg Schmetzer                  | 08. Juni 1902 bis 8. März 1903        |
| Oberst         | Jakob Hitzler                    | 09. März 1903 bis 9. Mai 1904         |
| Oberst         | Fedor Grosch                     | 10. Mai 1904 bis 11. Oktober 1906     |
| Oberst         | Gottfried Krieger                | 12. Oktober 1906 bis 7. Mai 1909      |
| Oberst         | Leonhard Mark                    | 08. Mai 1909 bis 22. Oktober 1910     |
| Oberst         | Hugo Keim                        | 23. Oktober 1910 bis 21. Oktober 1913 |
| Oberst         | Rudolf Dänner                    | 22. Oktober 1913 bis 18. Februar 1915 |
| Oberst         | Anton von Staubwasser            | 19. Februar bis 24. März 1915         |
| Generalmajor   | Rudolf Dänner                    | 25. März bis 22. April 1915           |
| Oberstleutnant | Ludwig Friedmann                 | 23. April 1915 bis 14. April 1918     |
| Major          | Karl Clingestein                 | 15. April 1918 bis Auflösung          |